# 池田高世偉
池田 高世偉（いけだ こうせい、1955年〈昭和30年〉5月23日 - ）は、日本の政治家。島根県隠岐の島町長（2期）。隠岐ユネスコ世界ジオパーク推進協議会理事長、隠岐広域連合長。

## 来歴
島根県隠岐郡隠岐の島町久見出身。西郷町立西郷中学校、島根県立隠岐高等学校を経て、京都産業大学を卒業。
1978年（昭和53年）、西郷町役場に奉職。西郷町職員として、「FM・パオパオ」の開局や隠岐空港ジェット化に向けた空港整備事業に携わった。また、島後町村合併協議会事務局次長を務め、西郷町、布施村、五箇村、都万村の合併に携わった。
その後、隠岐の島町職員として観光商工課長、税務課長、農林水産課長を歴任し、2013年から2016年まで副町長を務めた。
松田和久の任期満了に伴う隠岐の島町長選挙に出馬。2016年（平成28年）10月16日、元隠岐の島町議会議員の佐々木雅秀、元島根県議会議員の門脇誠三を破り、初当選。
※当日有権者数：12,499人 最終投票率：80.25%（前回比： 2.81pts）
| 候補者名   | 年齢 | 所属党派 | 新旧別 | 得票数  | 得票率 | 推薦・支持 |
| ---------- | ---- | -------- | ------ | ------- | ------ | ---------- |
| 池田高世偉 | 61   | 無所属   | 新     | 5,433票 | 54.16% |            |
| 佐々木雅秀 | 65   | 無所属   | 新     | 3,833票 | 38.21% |            |
| 門脇誠三   | 69   | 無所属   | 新     | 689票   | 6.86%  |            |

2020年（令和2年）6月22日、自身の任期満了に伴う隠岐の島町長選挙への出馬を表明。同年10月18日、元隠岐の島町議会副議長の安部大助を破り、再選。
※当日有権者数：11,799人 最終投票率：80.83%（前回比： 0.58pts）
| 候補者名   | 年齢 | 所属党派 | 新旧別 | 得票数  | 得票率 | 推薦・支持 |
| ---------- | ---- | -------- | ------ | ------- | ------ | ---------- |
| 池田高世偉 | 65   | 無所属   | 現     | 5,805票 | 60.86% |            |
| 安部大助   | 39   | 無所属   | 新     | 3,660票 | 38.37% |            |

## 隠岐の島町政

### 竹島問題
2018年（平成30年）1月31日、中根一幸外務副大臣と面会し、竹島の領有権並びに周辺海域における漁業秩序の早期確立を求める要望書を提出した。
2020年（令和3年）2月3日、衛藤晟一領土問題担当大臣と面会。竹島問題に特化した政府組織を新設し、対応を強化するよう求める要望書を提出した。